# Medveđa, Despotovac
Medveđa (izvirno srbsko Медвеђа) je naselje v Srbiji, ki upravno spada pod Občino Despotovac; slednja pa je del Pomoravskega upravnega okraja.

## Demografija
V naselju živi 731 polnoletnih prebivalcev, pri čemer je njihova povprečna starost 47,7 let (46,9 pri moških in 48,5 pri ženskah). Naselje ima 299 gospodinjstev, pri čemer je povprečno število članov na gospodinjstvo 2,94.
To naselje je, glede na rezultate popisa iz leta 2002, večinoma srbsko.
|  |

| Demografija | Demografija     | Demografija     |
| Leto        | Št. prebivalcev | Št. prebivalcev |
| ----------- | --------------- | --------------- |
|             |                 |                 |
|             |                 |                 |
|             |                 |                 |
|             |                 |                 |
| 1948        | 1508            |                 |
| 1953        | 1536            |                 |
| 1961        | 1515            |                 |
| 1971        | 1563            |                 |
| 1981        | 1521            |                 |
| 1991        | 1409            | 1030            |
| 2002        | 1342            | 880             |
|             |                 |                 |

| Etnična sestava po popisu iz leta 2002 | Etnična sestava po popisu iz leta 2002 | Etnična sestava po popisu iz leta 2002 | Etnična sestava po popisu iz leta 2002 | Etnična sestava po popisu iz leta 2002 |
| -------------------------------------- | -------------------------------------- | -------------------------------------- | -------------------------------------- | -------------------------------------- |
| Srbi                                   | Srbi                                   |                                        | 875                                    | 99,43%                                 |
| Romuni                                 | Romuni                                 |                                        | 2                                      | 0,22%                                  |
| Hrvati                                 | Hrvati                                 |                                        | 1                                      | 0,11%                                  |
| Rusi                                   | Rusi                                   |                                        | 1                                      | 0,11%                                  |
| Neznano                                | Neznano                                |                                        | 1                                      | 0,11%                                  |